# روبسون كونسيساو
روبسون كونسيساو (بالبرتغالية: Robson Conceição‏) (مواليد 25 أكتوبر 1988) هو ملاكم برازيلي، مثّل بلاده في الألعاب الأولمبية الصيفية في دورتي 2008 و2012.

## روابط خارجية
روبسون كونسيساو على موقع بوكس ريك (الإنجليزية) (registration required)
- روبسون كونسيساو على موقع اللجنة الأولمبية الدولية (الإنجليزية)
- روبسون كونسيساو على موقع أوليمبيديا (الإنجليزية)
- روبسون كونسيساو على موقع اللجنة الأولمبية البرازيلية (البرتغالية)